# Promeropidae
Promeropidae este o mică familie de păsări paseriforme care sunt limitate la Africa de Sud.

## Taxonomie și sistematică
Genul Promerops a fost introdus de zoologul francez Mathurin Jacques Brisson în 1760, specia tip fiind Promerops cafer. Numele genului combină greaca veche προ pro „aproape de” sau „similar” și genul Merops, care conține măncătoarele de albine.
Genul conține două specii:
- Promerops cafer
- Promerops gurneyi

## Comportament

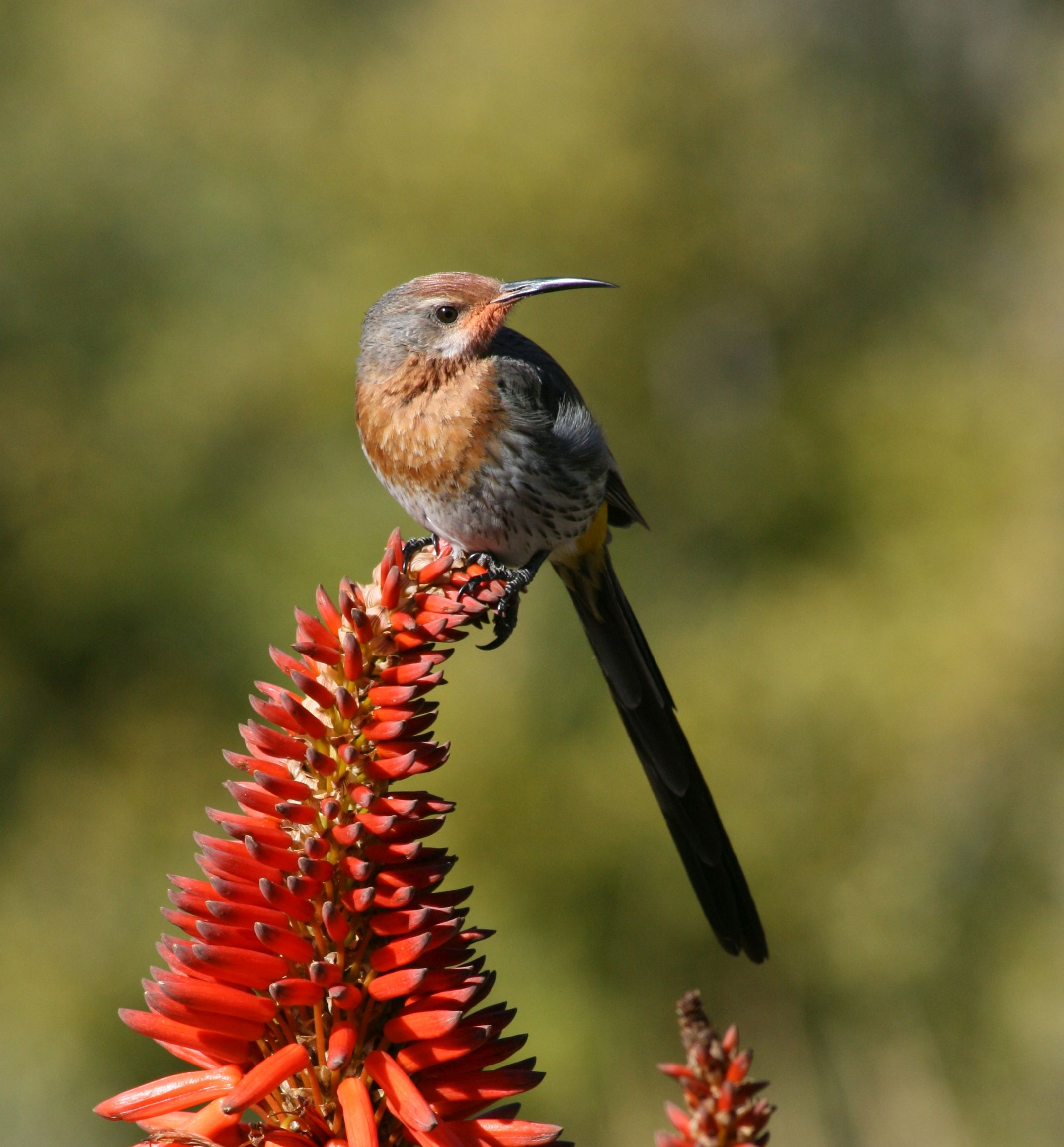
Promerops gurneyi

Nectarul din inflorescențele Protea furnizează cea mai mare parte a energiei necesare acestor păsări, care sunt considerate polenizatori importanți ai genului. Dieta păsărilor este completată de insectele atrase de inflorescențe.
Comportamentul de reproducere și obiceiurile de cuibărit ale celor două specii de păsări sunt foarte asemănătoare. Păsările sunt monogame, iar masculii își apără teritoriile în timpul sezonului de reproducere. Femelele depun două ouă într-un cuib în furca unui copac.

## Galerie

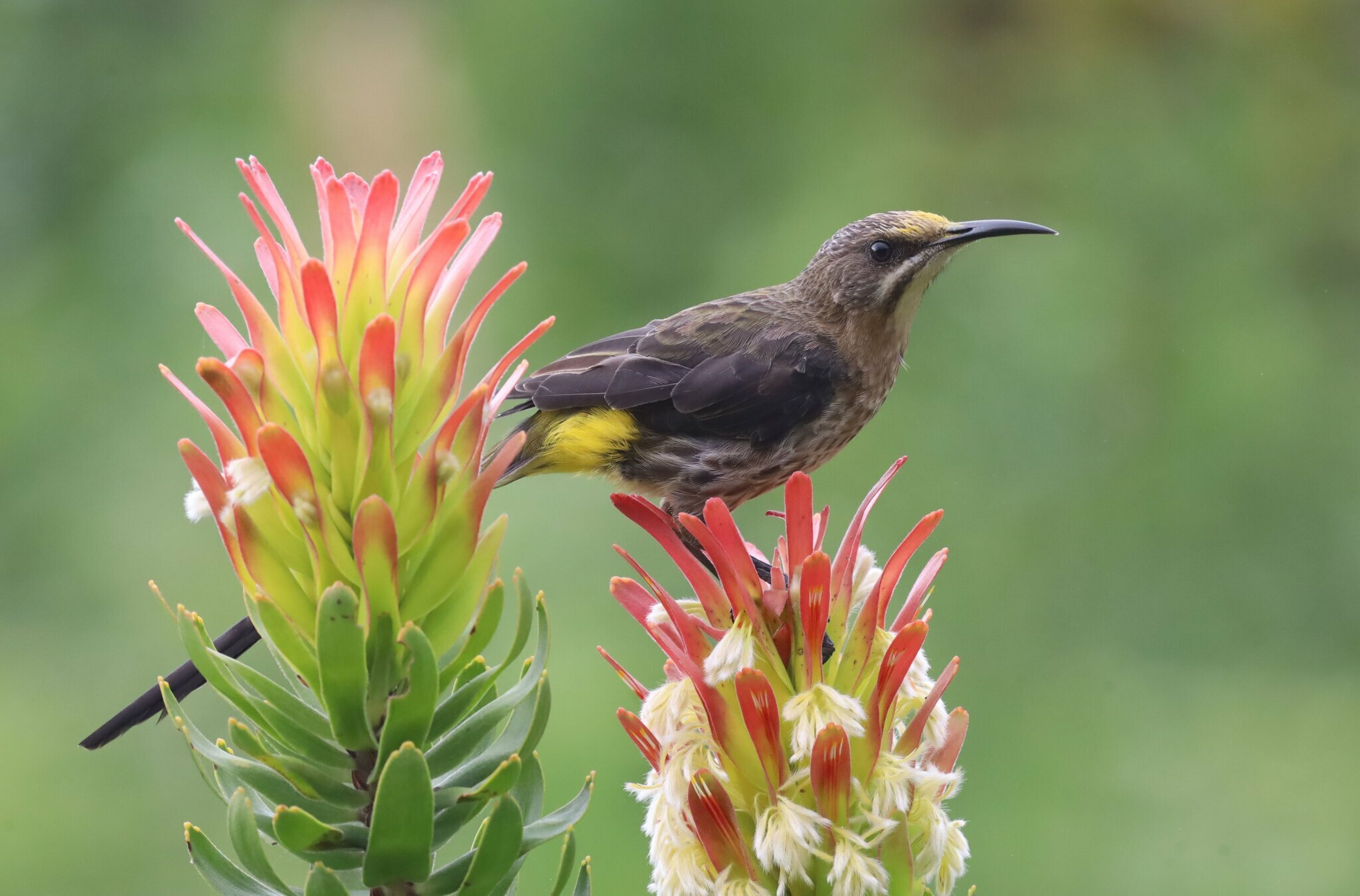
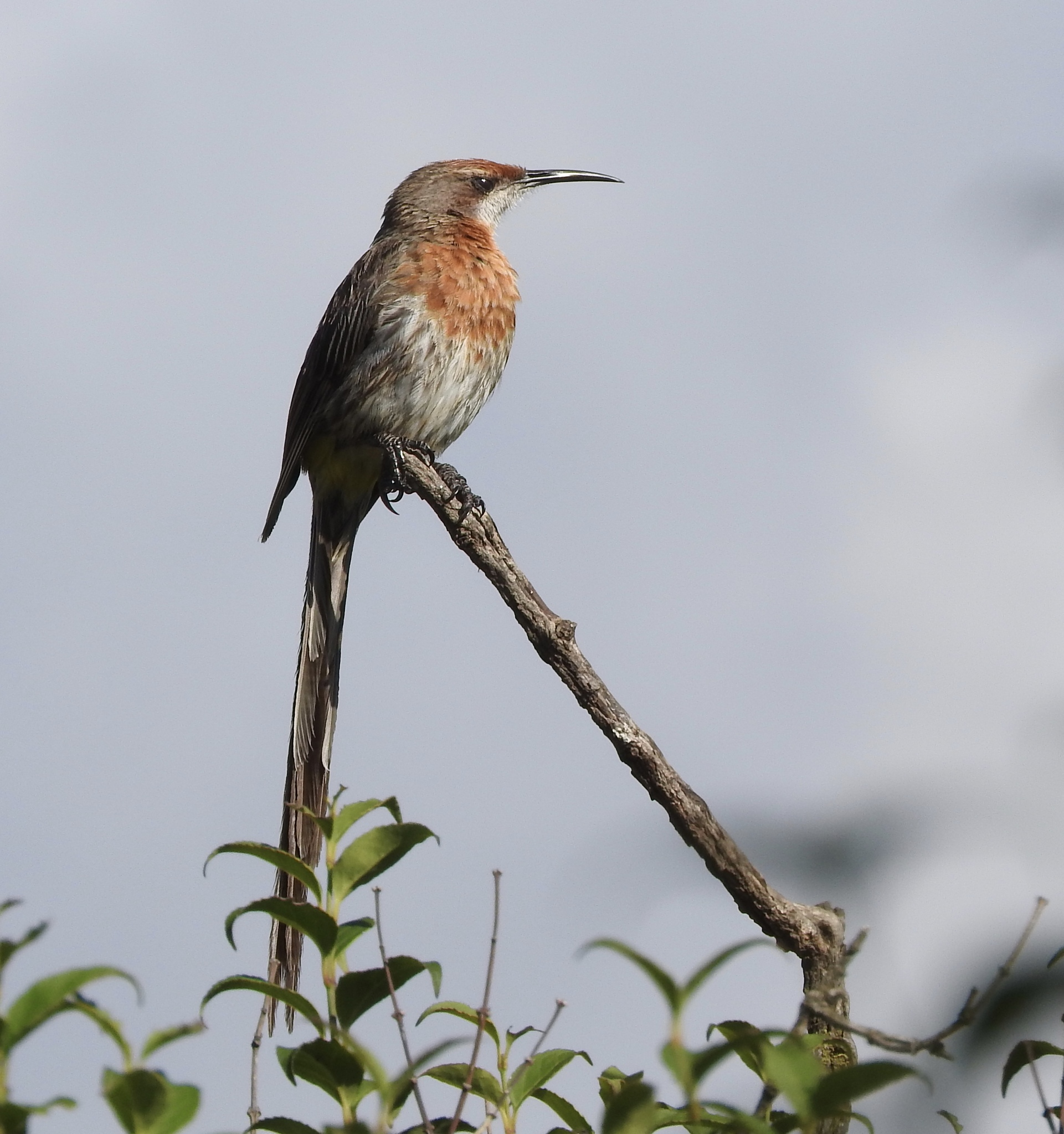
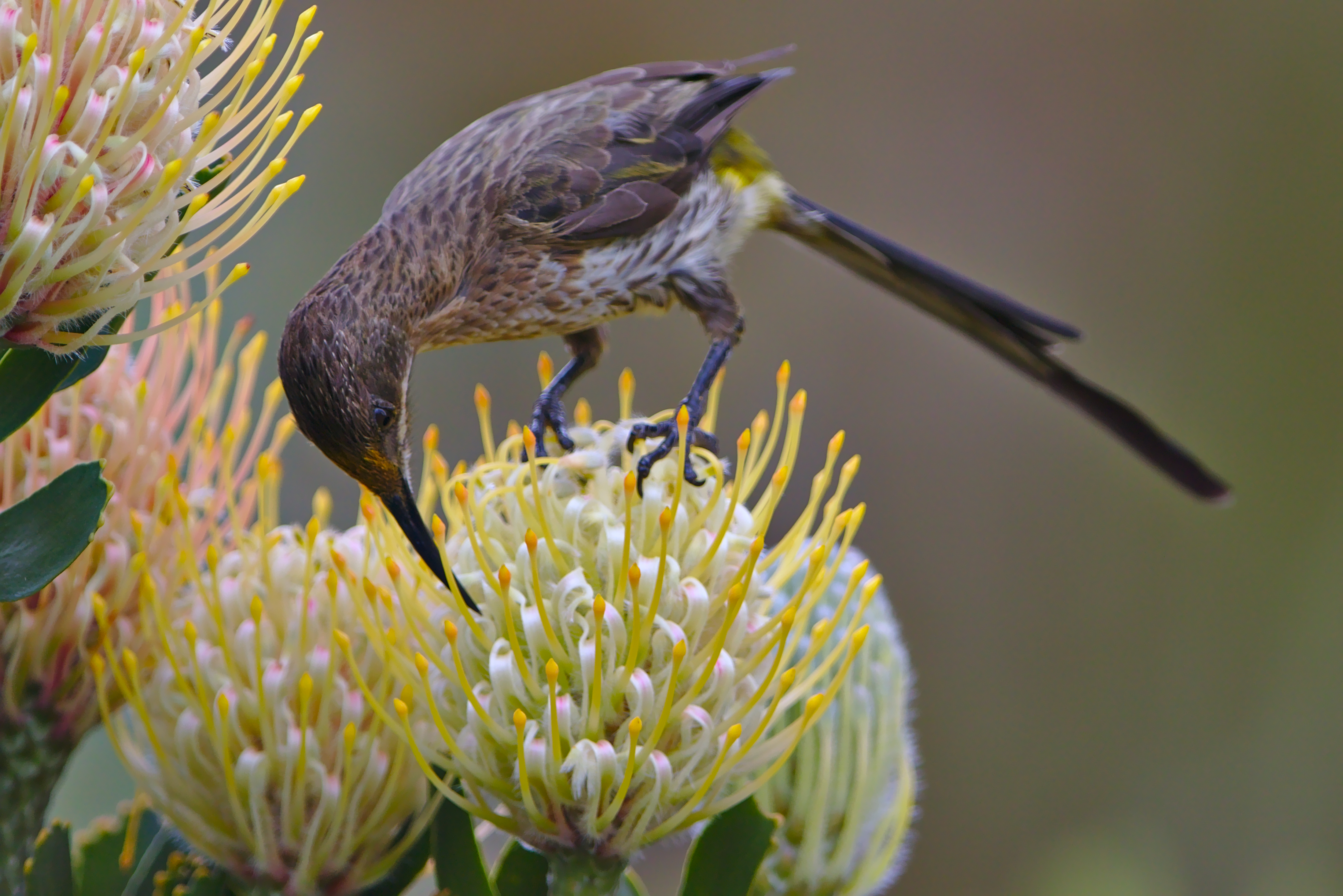
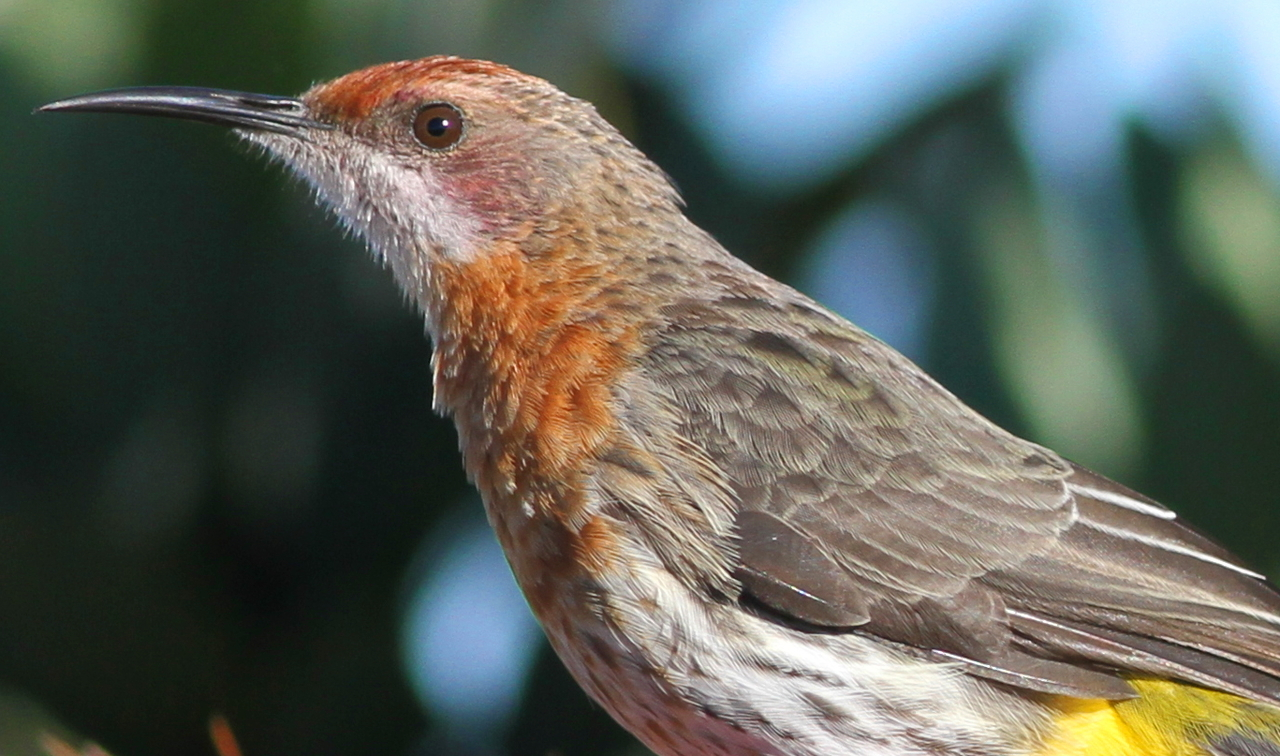